# British Home Championship 1884
Navigation
Édition suivante
Le British Home Championship 1883-1884 est la saison inaugurale du British Home Championship, une compétition de football regroupant les nations constitutives du Royaume-Uni, l'Angleterre, l'Écosse, l'Irlande et le pays de Galles.

## Contexte
Les matchs internationaux entre ces équipes ont commencé bien avant le lancement de cette compétition. Un match annuel a lieu depuis 1872 entre l’Angleterre et l’Écosse. Le pays de Galles les rejoint quatre ans plus tard en 1876. L’Irlande n’arrive qu’en 1882. Les quatre fédérations se réunissent alors pour standardiser les règles de ce sport qui n’est pas encore totalement fixé sur son propre fonctionnement. C’est alors qu’il est décidé de créer une compétition annuelle pour tester et valider cette standardisation. 
Le championnat est considéré comme étant la toute première compétition internationale de football. Elle sera la seule pour les quarante-six années suivantes.

## Organisation
Chaque équipe rencontre les trois autres. 
Pour cette première édition le format est somme toute assez curieux. L’Irlande dispute d’abord ses trois matchs. Ensuite l’Angleterre et l’Écosse se rencontrent pour ce qui est alors attendu comme étant la rencontre décisive de la compétition, l’équivalent d’une finale vu les forces en présence. Enfin le pays de Galles dispute ses deux dernières rencontres.

## Compétition

### Classement
| Rang | Équipe         | Pts | J | G | N | P | Bp | Bc | Diff |
| ---- | -------------- | --- | - | - | - | - | -- | -- | ---- |
| 1    | Écosse         | 6   | 3 | 3 | 0 | 0 | 10 | 1  | +9   |
| 2    | Angleterre     | 4   | 3 | 2 | 0 | 1 | 12 | 2  | +10  |
| 3    | Pays de Galles | 2   | 3 | 1 | 0 | 2 | 7  | 8  | -1   |
| 4    | Irlande        | 0   | 3 | 0 | 0 | 3 | 1  | 19 | -18  |

### Matchs
| 26 janvier 1884 | Irlande | 0-5   | Écosse                                                              | Ulster Cricket Ground, Belfast                             |                                                            |
|                 |         | (0-5) | William Harrower 12e 86e · James Gossland 30e 70e · John Goudie 60e | Spectateurs : 2 000 Arbitrage : Thomas Hindle (Angleterre) | Spectateurs : 2 000 Arbitrage : Thomas Hindle (Angleterre) |

| 9 février 1884 | Pays de Galles                                                               | 6-0 | Irlande | Racecourse Ground, Wrexham |
|                | William Pierce Owen · Edward Shaw · Arthur Eyton-Jones · Robert Albert Jones |     |         |                            |

| 23 février 1884 | Irlande       | 1-8 | Angleterre                                                            | Ulster Cricket Ground, Belfast |  |
|                 | William McWha |     | Henry Cursham · Edward Johnson · Charles Bambridge · Arthur Bambridge |                                |  |

| 15 mars 1884 | Écosse        | 1-0   | Angleterre | Cathkin Park, Glasgow                                    |                                                          |
|              | John Smith 7e | (1-0) |            | Spectateurs : 10 000 Arbitrage : John Sinclair (Irlande) | Spectateurs : 10 000 Arbitrage : John Sinclair (Irlande) |

| 17 mars 1884 | Pays de Galles | 0-4 | Angleterre                                             | Racecourse Ground, Wrexham |
|              |                |     | William Bromley-Davenport · Billy Gunn · Norman Bailey |                            |

| 29 mars 1884 | Écosse                                                 | 4-1   | Pays de Galles     | Cathkin Park, Glasgow                                         |                                                               |
|              | Joseph Lindsay 22e · Frank Shaw 49e · John Kay 65e 87e | (1-1) | Robert Roberts 15e | Spectateurs : 5 000 Arbitrage : Robert M. Sloane (Angleterre) | Spectateurs : 5 000 Arbitrage : Robert M. Sloane (Angleterre) |